# Flora Houang

Flora Houang est une chanteuse camerounaise originaire de la plaine Tikar. Elle est née le 17 septembre 1986 à Yaoundé.Son instrument de musique favori est la guitare qui ne la quitte presque jamais sur scène.

## Biographie

### Enfance et débuts
Flora Houang passe les cinq premières années de sa vie entre Yaoundé et Ngaoundéré avant de se suivre sa mère humanitariste dans de nombreux voyage en Europe et Afrique. Elle entre véritablement dans le métier de musicienne en 2010 en partageant des scènes musicales avec le groupe kalbass qu'elle intègre. Sa musique est un mélange de Makossa, Blues, Jazz, Reggae et de Hip-Hop. Elle chante principalement en duala, tikar, eton, français et anglais.

### Carrière
En 2015, Flora Houang se lance dans une carrière solo avec son spectacle me nè, qu'elle diffuse à travers le Cameroun .Elle sort son tout premier single aho en version audio en février 2020 et version vidéo en janvier 2021.
Flora Houang est secrétaire générale de patrie'art, une association culturelle panafricaine qui valorise les danses, les traditions et coutumes africaines. Avec cette association, elle intervient sur plusieurs activités culturelles, notamment en tant qu'artiste musicienne et gestionnaire de projet au sein de womendia, un spectacle pluridisciplinaire qui met en commun plusieurs artistes camerounais de différents secteurs, et qui brise le silence sur les violences  sexuelles et sexistes faites aux femmes,. 
En juin 2023, elle participe à la 6e édition du festival international des voix de femmes escale bantoo, et en Octobre de la même année elle présente son tout premier concert solo en tête d'affiche à l'institut français du Cameroun antenne de Douala, couplée à la sortie de son EP vibration. Flora Houang a joué sur plusieurs festivals comme Koura Gosso et Bali Arts Market.

## Discographie

### Singles[11]
- Aho
- Hold On [12]
- Struggles
- Sula
- Me Te Kin
- Je Sais  (cover acoustic Cysoul)
- Ndedi
- Mama Mia

## Prix et recompenses
- Lauréate Prix Découverte Goethe institut Cameroun catégorie Musique (2016)[13]